# جيلكو فوكوفيتش
جيلكو فوكوفيتش (بالكرواتية: Željko Vuković؛ بالألمانية: Željko Vuković) هو لاعب كرة قدم كرواتي ونمساوي في مركز الدفاع، ولد في 9 فبراير 1962 في Dvor, Croatia ‏ في كرواتيا. شارك مع منتخب النمسا لكرة القدم ومنتخب كرواتيا لكرة القدم. أما مع النوادي، فقد لعب مع دينامو زغرب وغراتزر أي كاي ونادي أوسييك ونادي كارنتين.

## وصلات خارجية
- جيلكو فوكوفيتش على موقع الاتحاد الدولي (مؤرشف)  (الإنجليزية)
- جيلكو فوكوفيتش على موقع قاعدة بيانات كرة القدم.إي يو (الإنجليزية)
- جيلكو فوكوفيتش على موقع ناشيونال فوتبول تيمز (الإنجليزية)
- جيلكو فوكوفيتش على موقع عالم كرة القدم.نت (الإنجليزية)